# مدرنیسم کاتالان

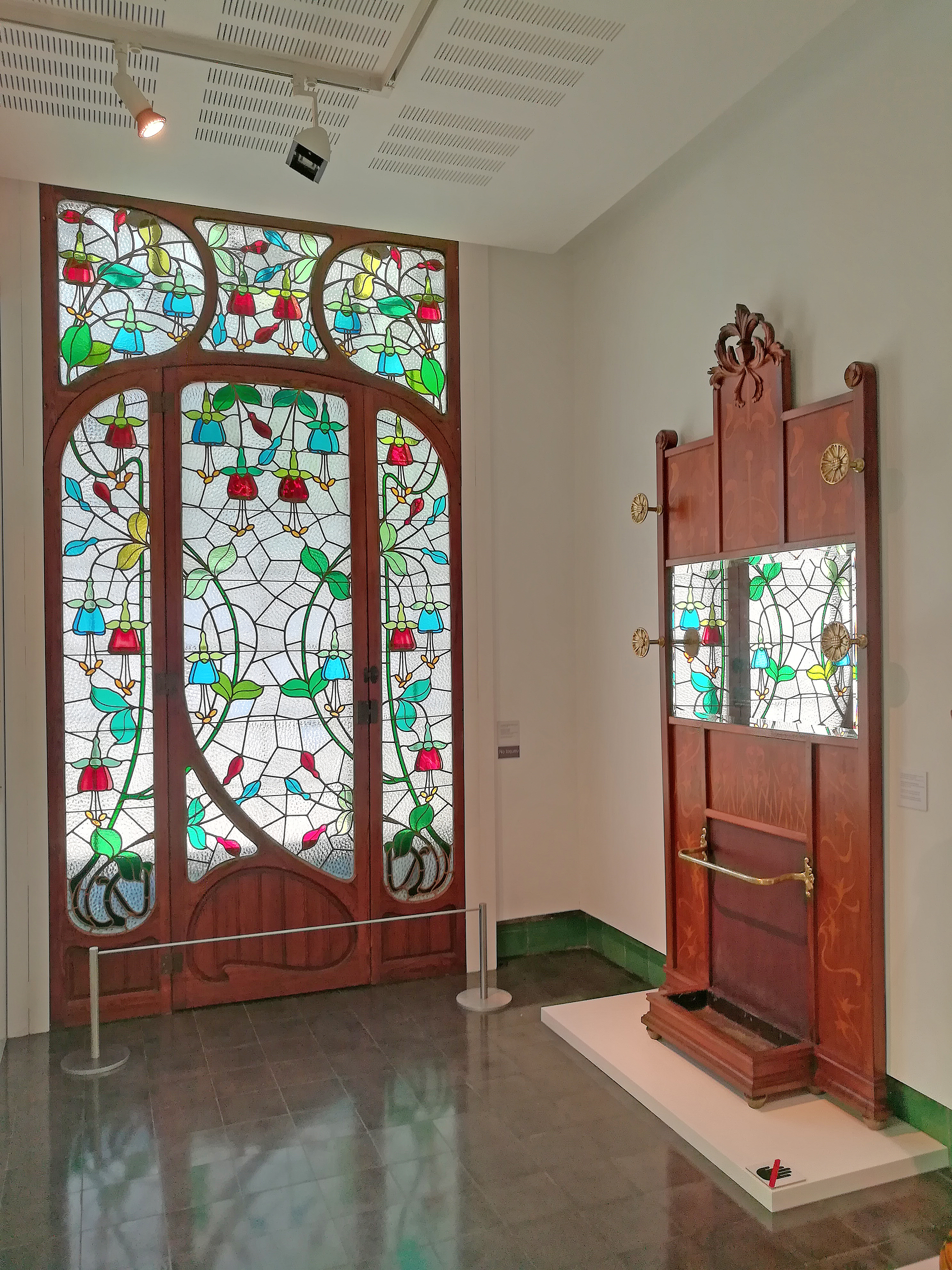
مدرنیسم کاتالان در موزه.

مدرنیسم کاتالان (کاتالان: Modernisme، تلفظ در کاتالان: [muðərˈnizmə])، همچنین به عنوان مدرنیسم و آر نوو کاتالان شناخته می‌شود، به جنبش هنری و ادبی اشاره دارد که با جستجوی تأییدیه جدیدی برای فرهنگ کاتالان، یکی از برجسته‌ترین فرهنگ‌ها در اسپانیا مرتبط است. امروزه، این جنبش به عنوان جنبشی بر پایه احیای فرهنگی هویت کاتالان شناخته می‌شود. فرم اصلی بیان آن معماری مدرنیستا بود، اما همچنین شامل بسیاری از هنرهای دیگر مانند نقاشی و مجسمه‌سازی و به ویژه طراحی و هنرهای تزئینی (ساخت کابینت، نجاری، آهنگری، کاشی‌کاری، سفالگری، شیشه‌سازی، کارهای نقره و طلا و غیره) می‌شد، که به ویژه در نقش حمایتی خود از معماری اهمیت داشتند. مدرنیسم همچنین یک جنبش ادبی (شعر، داستان، نمایشنامه) بود.